# Kajakvissen

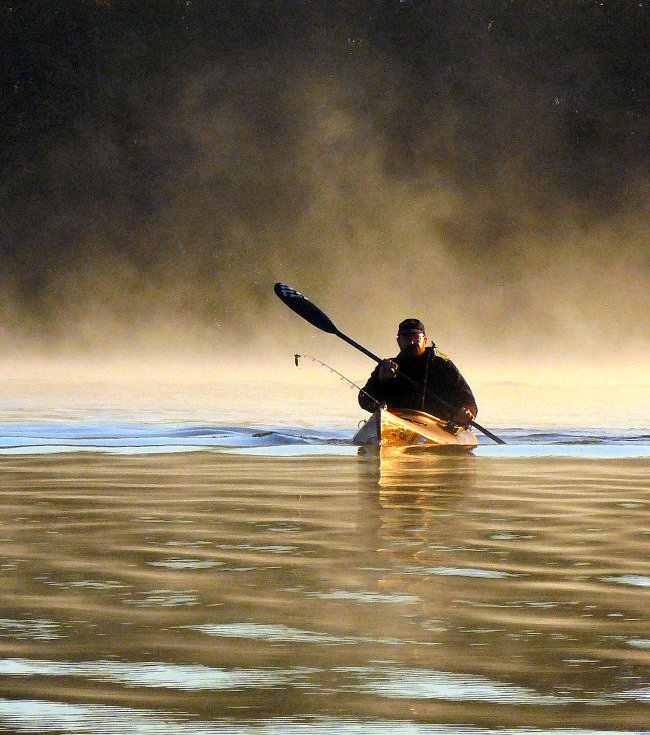
Kajakvisser

Kajakvissen is vissen uit een kajak.
De kajak is al lange tijd in gebruik voor transport van mensen en goederen.

## Geschiedenis

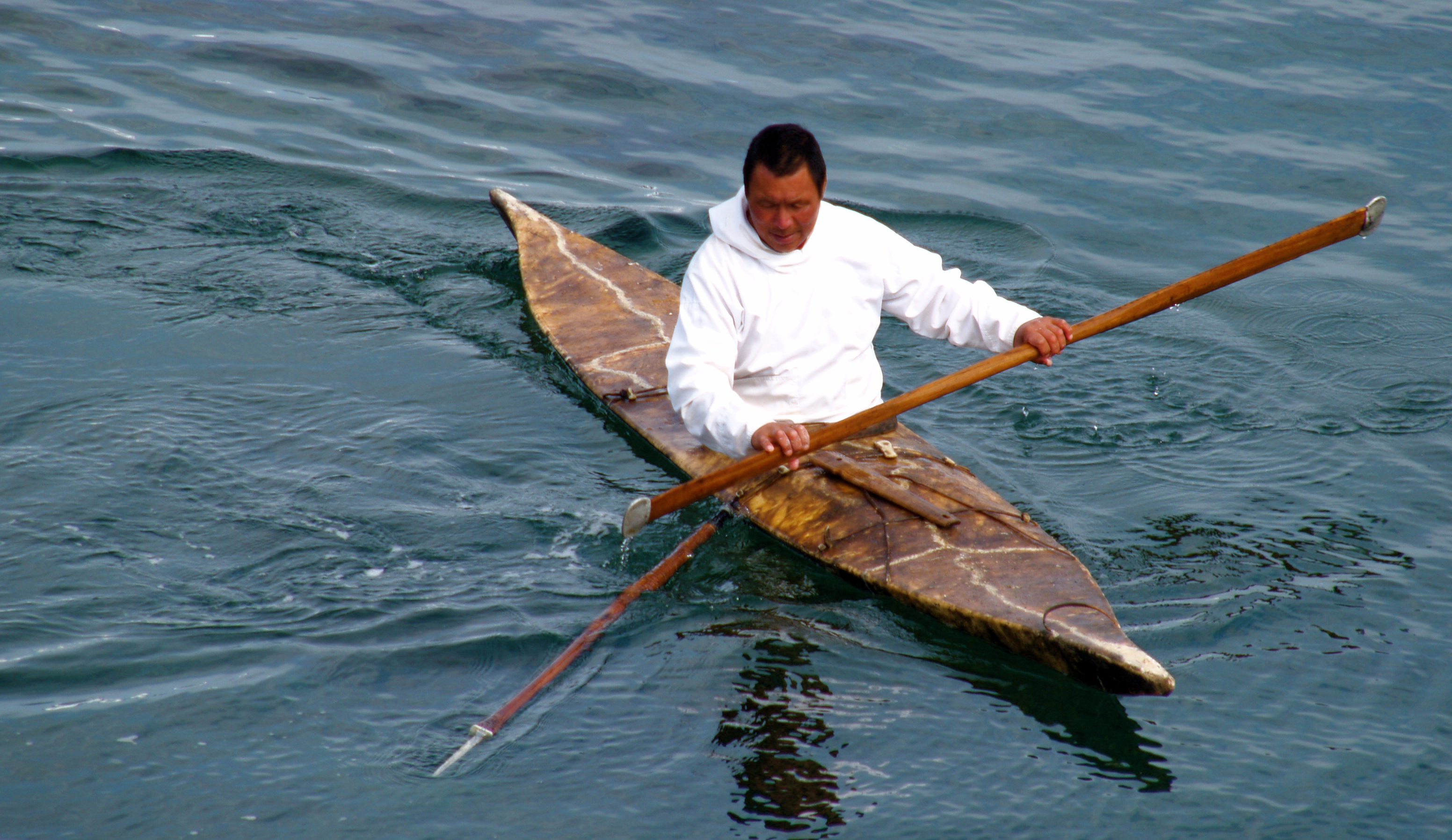
Inuit zeehondenjager uitgerust met een harpoen.

Het model van de kajak is oorspronkelijk afkomstig van de Inuit. Met uitzondering van een klein gat in het midden is het dek geheel gesloten, bovendien kan de vaarder dit gat geheel afsluiten met een spatzeil dat om zijn middel zit. Door deze vrijwel waterdichte afsluiting is de kajak geschikt voor wildwater. Een ervaren kajakker kan na omslaan weer overeind komen met de zogenaamde eskimorol.
De kajak werd door de Inuit gebruikt om op zee te jagen op zeehonden, grote vissen en zelfs walvissen.

## Het moderne kajakvissen
De populairste kajaks voor het vissen zijn de zogenaamde "sit-on-topmodellen", vooral vanwege de hogere stabiliteit ten opzichte van conventionele kajaks.
Er komen steeds meer kajakmodellen op de markt die speciaal ontworpen zijn om mee te vissen. Deze zijn dan ook meestal voorzien van speciale luiken, hengelsteunen enzovoort.
In de afgelopen jaren heeft het kajakvissen rond de hele wereld een hoge vlucht genomen, en ook in Nederland zijn zowel op het zoete als het zoute water de kajakvissers in opkomst.

## Vistechniek
In principe zijn de gebruikte vistechnieken gelijk aan de technieken die op een visboot worden gebruikt. Het grootste verschil zit in de opzet, omdat in een kajak de ruimte zeer beperkt is.